# Osvaldo Cruz (São Paulo)
Osvaldo Cruz – miasto i gmina w Brazylii, w stanie São Paulo. Znajduje się w mezoregionie Presidente Prudente i mikroregionie Adamantina.
W mieście ma siedzibę klub piłkarski Osvaldo Cruz FC.